# 人見鉄三郎
人見 鐵三郎 （ひとみ てつさぶろう、1918年（大正7年）7月10日 - 2008年（平成20年））は、日本の外交官、翻訳家。

## 来歴・人物
昭和16年（1941年）に東京帝国大学法学部政治学科を卒業し、同年外務省に入省。
1953年ユネスコ臨時総会政府代表団、1955年ハンブルク領事、1958年在スイス大使館一等書記官、1960年法務省入国管理局資格審査課長、1962年外務省移住局振興課長、1965年在ケニア大使館参事官、在アイルランド大使館参事官などを経て、1968年ボンベイ総領事。
その後、駐コスタリカ・グアテマラ・フィンランド特命全権大使などを歴任。日本翻訳家協会・日本翻訳文化賞記念会会長。仏教徒。
情報文化局などで、ユネスコに関する数多くの業務を経験した。また、コスタリカ特命全権大使在任中には、サンホセ日本人学校設立に尽力した。

## 同期入省
西堀正弘（国連大使）、魚本藤吉郎（駐ソ連大使）、内田宏（駐仏大使）、吉野文六（駐西独大使）、奈良靖彦（駐加大使）など。

## 共著
- 『菊池臣平を語る:講演集』秋田文化出版社,1985年

## 訳書
- 『先生は黒人だった』H.E.O.ジェームズ,コーラ・テーネン 共著,法政大学出版局, 1954年